# Submachine
Submachine es una serie de juegos de aventuras en línea del género apunta y clic, creada por el programador de juegos de origen polaco Mateusz Skutnik el 12 de septiembre del año 2005. El nombre de Submachine no es más que un acrónimo de Submerged Machine (máquina sumergida).
La serie trata de una persona amnésica que recobra la consciencia. Dicha persona intenta escapar de un extraño aparato llamado Submachine. Durante su estancia en la Submachine, el jugador descubrirá todos los secretos de esta extraña máquina así como de diferentes estancias en las que tendrá que explorar, recolectar objetos, y resolver puzles para lograr escapar.
Esta serie de juegos en línea se exhibe actualmente en Pastel Games y Arcade Town, donde todos los juegos de la serie se pueden jugar de forma gratuita. 
La serie "Submachine" está compuesta de actualmente 10 episodios; el primero de ellos es Submachine 1: The Basement del que existen cinco versiones: Submachine (versión original), Submachine 1.1: The Basement (versión extendida), Submachine 1.1.0.1: El sótano (versión extendida 3), Submachine 1.1.0.2: El sótano (versión extendida 4) y Submachine 1.1.1: El sótano (versión iSubmachine); esta última versión es exclusiva para el iPhone y está actualmente retirada. Después de este episodio sigue Submachine 2: The Lighthouse del que existen dos versiones: la versión original del juego y una versión de bosquejo que es solo una versión de prueba del juego definitivo y por esa razón está incompleta. En la serie siguen: Submachine 3: The Loop, Submachine 4: The Lab, Submachine 5: The Root, Submachine 6: The Edge, Submachine 7: The Core, Submachine 8: The Plan, Submachine 9: The Temple y Submachine 10: The Exit. También existen 3 episodios adicionales: Submachine Zero: The Ancient Aventure, Submachine FLF: Future Loop Fundation; que fue inspirado en la banda musical con el mismo nombre, Future Loop Foundation y Submachine: 32 Chambers. También ha salido a la luz otro episodio que no es un juego propiamente dicho, sino un proyecto de exploración individual con teorías hechas por los fanes de la serie: Submachine Network Exploration Experience. Fue previsto que la serie principal de Submachine tuviese 10 episodios, siendo el último Submachine 10: The Exit, sacado a luz en diciembre del 2015.
La serie Submachine también ha ganado numerosos premios, de los cuales destacan cuatro premios "Best of Casual Gameplay" del sitio web de "Jayisgames.com".

## Argumento
Submachine aborda la historia de una persona (aparentemente desconocida) que intenta escapar de la "Submachine", una máquina repleta de habitaciones, túneles y más máquinas. En esta máquina también está atrapado el "Dr. Murtaugh", quien trata de ayudar al protagonista a escapar. Para eso Murtaugh le da al protagonista las pistas necesarias para poder resolver los puzles de la Submachine. Esta máquina al parecer está en un mundo aparentemente paralelo al nuestro ya que la tecnología y el lenguaje que hay en ese lugar son completamente desconocidos y además no hay signos de presencia humana, salvo una reciente expedición y una nave. En la Submachine las personas desaparecieron de un forma misteriosa y la única forma de explicar que pasó con ellos es, según el juego, la nota de la segunda tumba en Submachine 4: The Lab y la de Murtaugh.
El jugador entra a través de un juego de arcade, lo que significa que el juego está diseñado para atrapar la atención del jugador, a tal nivel que de pronto el cuerpo es teletransportado al otro lado de la consola, es decir, a la "verdadera Submachine". La forma de transporte básico son teletransportadores, y un grupo de humanos liderados por Murtaugh han establecido ya un laboratorio; aunque parece que las cosas no han salido del todo bien.
La historia del juego está dividida en varios episodios donde el protagonista explorará cada parte de la Submachine y, al mismo tiempo descubrirá sus secretos y también la forma en la que entró a ella. También hay episodios adicionales en los cuales el protagonista descubrirá aún más cosas sobre este aparato.

## Personajes
Los personajes de la serie Submachine no se ven físicamente en el juego, solo aparecen mensajes electrónicos o notas de ellos. 
También cabe destacar que en la Submachine no hay seres humanos, ya que pueden estar muertos o desaparecidos. 

### Protagonista
Es una persona de la que se desconoce su identidad. Lo único que se sabe de él es que quedó atrapado en la Submachine de una forma que desconocemos y que además perdió la memoria como se vio en Submachine: Future Loop Fundation. Este personaje trata de escapar de la Submachine y para eso sigue las pistas del "Dr. Murtaugh", un hombre que se quedó dentro de la Submachine hace ya algún tiempo y ahora se dedica a investigar acerca de ella. Al finalizar Submachine 4: The Lab, pasa a formar parte del equipo de exploración de Murtaugh, aunque a diferencia de los miembros desaparecidos en los episodios 4, 5 y 6, él trabaja solo. Según la nota del ordenador de Submachine 5: The Root, Murtaugh lo considera el mejor hombre que posee en la Submachine. Sin embargo al final de Submachine 6, Murtaugh le dice al protagonista (tras desconectar todos los sistemas de defensa) que su parte ya había terminado, siendo reclutado por Elizabeth para detener a Murthaug.
En la Sub 3, la Submachine le dice al protagonista "Has resuelto todos los puzzles, sin embargo, tú no quieres escapar. Te veré en el laboratorio". todavía no se sabe el por qué de esta afirmación, ni en que puede desembocar esto.

### Dr. Murtaugh
El Dr. Murtaugh es un hombre que quedó atrapado en la Submachine tiempo atrás. Murtaugh trata de ayudar al protagonista a escapar, dándole las pistas para resolver los puzles de la Submachine. A este personaje no lo veremos nunca, pero una conversación con él en el laboratorio (Submachine 4: The Lab) indica que, aparte del protagonista y del mismo Murtaugh, el resto de los humanos en Submachine están muertos o desaparecidos. Es el dueño de las páginas que firmaba como "M" o "Mur", halladas en el primer y segundo juego. Su principal característica, según sus anotaciones, es que perdió un brazo al caerse de una cascada en Kent. Sin embargo, pudo desarrollar una especie de "brazo de karma", que reemplazó al anterior. Para los demás, solo tiene un brazo. Murtaugh es el único capaz de crear los "portales karma", vistos por primera vez en la Sub 7, pero que poseen el grave inconveniente de que desestabilizan completamente la estructura de la Submachine, haciendo que se desintegre poco a poco. 
En un área secreta de Submachine 6, aparece una nota que pide desesperadamente que alguien detenga los planes de Murtaugh. Mateusz Skutnik ha hablado sobre este tema y ha afirmado que Murtaugh no es malo, por si hubiera parecido eso. De acuerdo a varias notas, sin embargo, los métodos y experimentos de Murtaugh son considerados peligrosos por otros científicos, y sus objetivos son considerados extremistas. Murtaugh, además, sufre de tapefobia, o el miedo a ser enterrado vivo (curioso, pues casi toda la estructura de la Submachine se encuentra claramente bajo tierra, y que durante su tiempo como guardián del Faro, la estructura terminó enterrada con él dentro, es posible que sea a raíz de aquello por lo que sufre esto, también lo deja entrever en algunas de sus notas).

### Elizabeth
Elizabeth o Liz es una desconocida que se comunicaba con el Dr. Murtaugh mientras este estaba en el faro. Él le contaba acerca del "brazo del karma" y le pedía a Liz que cuidara de Einstein, el gato. Los dos eran buenos amigos, y es probable que vivieran juntos. En Submachine 6, se desvela que Liz, sorprendentemente, pudiera estar trabajando contra Murtaugh, es decir, que estuviera viva, y es un personaje clave para encontrar a Murtaugh. En una de las áreas secretas de Sub 6, en una nota se dice que la única forma de detener a Murtaugh en logrando encontrar a Liz. En Submachine 7, se revela que Liz tiene contacto con las personas que se enfrentan a Murtaugh, y "recluta" al jugador (Que ya ha sido abandonado por Mur) para detener sus planes. A juzgar por su último mensaje, se ha teletransportado a la 5 capa.

### Einstein
Einstein es un gato muy especial. Su capacidad de aparecer y desaparecer al instante, acompañada de poderes psicológicos imposibles de ver en un gato hacen que el antiguo habitante del faro en Submachine 2: The Lighthouse se pregunte si también puede teletransportarse por el Subnet y enloquece con esto. Aquel guardián del faro era el propio Murtaugh. No vuelve a aparecer en la trama, quitando la nota de contestación de Liz a Murtaugh (Sub 7), en una nota que Mur la envía en la Sub2, en la que le confirma que puede cuidar del gato. En realidad, a pesar de todas las especulaciones que se han hecho entre los fanes acerca del gato, el único objetivo de su inclusión en la trama era dar la pista de que se necesitaba la ecuación de Einstein (E = m·c2) para uno de los puzles.
En Submachine 9 se revela que, en efecto, Liz se encargó del gato luego de la partida de Murtaugh y lo "regresó" a la dimensión de la que era originario, en la primera capa.

### Equipos de exploración
Los equipos de exploración aparecen en Submachine 4: The Lab. Al parecer, son un total de 4 grupos de 2 personas (aunque la nota hallada en el barco da a entender que en el momento de la explosión había allí más de 2 personas) que se internaron cada uno en una sección de la Submachine para explorarla y reunir información de ella, aunque todo acabó saliendo mal y a ninguno le fue bien, ya sea porque perdieron el mapa de las coordenadas y por eso se perdieron en diferentes secciones de la Submachine, porque les estalló una bomba cerca o simplemente se perdieron en el bucle o se les rompió/fundió el concentrador (un elemento clave en la Sub 4). Las dos notas halladas en el laboratorio causan confusión, ya que, entre que no van firmadas y los datos que se dan en ellas, parece ser que al menos había un "segundo al mando" después de Murtaugh; se desconoce si éste formaba parte de algún equipo de exploración. El final de Submachine 4: The Lab y la nota del ordenador de Submachine 5: The Root dan a entender que este proyecto continúa en marcha y se desconoce si alguno de ellos aún esta con vida. 
Resulta intrigante que uno de los grupos descubriera una nueva sección al comenzar al saltar a ciegas que no estaba especificada en ningún momento en las notas, cosa imposible durante los juegos, salvo, hasta cierto punto, en el caso de Experiencia de Exploración de la Red Submachine.
En Submachine 6 aparecen más miembros, quienes no parecen tener relación con los equipos del laboratorio, como parece lógico. Sin embargo, sus notas, (sobre todo las de las áreas secretas) aportan mucha información sobre el contenido de la trama de la Submachine, y no sobre como salir del borde. Estas personas al igual que el protagonista, y a diferencia de los equipos de exploración de Submachine 4, parece que van solos, aunque una nota en la pared pone de manifiesto que en algún momento, coincidieron allí varias personas. Es posible que sean equipos posteriores a los de la Submachine 4, al decidir Murtaugh cambiar de sistema de exploración tras el fracaso de los equipos de exploración del laboratorio; lo que explicaría porque el protagonista esta sólo.
En los dos últimos episodios especiales, a quien se controla sería a uno de los grupos, y no al protagonista.
En una nota de la Experiencia de Exploración de la Red Submachine, hay una nota que probablemente sea de Mateusz ya que carece de autor, y en el que se confirma indirectamente la presencia de otros humanos en la Submachine, entre los que se encontrarían sunshine bunnygirl o el capitán del equipo del barco (the ship team capitain), así como al protagonista, y según la cual todos han perdido la memoria. Resulta curioso que no nombre a Murtaugh, lo que podría significar que éste es uno de los que controla el experimento, ya que la nota se refería a un colectivo.

### La Submachine
La Submachine es una máquina tan bien hecha que hasta tiene inteligencia propia, por lo que también se le puede considerar un personaje. Lo único que la hace como tal, es responder para lo que está programada, aunque las frases finales de Submachine 3 sugieren que ella está observando el progreso del protagonista y que podría estar actuando por su propia cuenta.
Su estructura se está desintegrando a causa de las portales karma creados por Murtaugh, lo que provoca que algunas áreas no tengan continuación y grandes espacios vacíos de negrura. Sin embargo, en una sala de la EERS da la sensación que lo que hace en realidad es expandirse.
En Submachine 7 se vio por primera vez formas de vida en ella, estas consistían en hierbas de hoja muy ancha, setas y árboles de brillante color azul claro, que parecen capaces de emitir luz.
Al final de la Sub 3, hay una apelación directa al protagonista que solo puede haber sido formulada por la submachine, que es "has resuelto todos los puzzles, sin embargo, tú no quieres escapar. Te veo en el laboratorio". Esto, además de indicar conciencia propia por parte de la Submachine, plantea muchos interrogantes, como por qué sabe que el protagonista no quiere escapar cuando durante toda la trama es lo que ha estado intentando.
En la Sub 6; hay una nota en un teletransportador semiderruido, que parece ser una circular interna de la propia Submachine, ya que afirma que el nuevo modelo de teletrasportador fue desechado al entrar en contacto con humanos.
La Submachine emplea una forma de energía proveniente de unos cristales llamados Wisdom Gems (Gemas de la Sabiduría). El primero que aparece, en la Sub Zero, es de un claro color verde, mientras que el resto tiene color grisáceo.
La forma más habitual de desplazarse dentro de la Submachine es mediante los portales y estructuras que funcionen como tales. Por orden de aparición han sido:
- El Faro (Sub 2): solo visto en la Sub 2, su estructura corresponde a todo el edificio. No se puede considerar un portal en sentido estricto por lo complicado de hacerlo funcionar (se necesitan 9 elementos) y porque se trata de un salto descontrolado (lo creó Murtaugh para escapar del faro, cuando quedó enterrado)
- La "rueda" de la Submachine 3 (sin nombre específico): un disco con un botón protegido por un cristal móvil. Para activarlo, se necesita completar el nivel. Por esto (y porque el destino del salto viene predeterminado por la Submachine), tampoco se podría considerar un trasportador en sentido estricto. Reapareció en la Sub 4, aunque con modificaciones (ya no era un portal).
-La estatua (Sub 3): aparece al final de la Sub 3: se trata de un pedestal dorado que saca al jugador del bucle si coloca sobre él una hoja verde, trasportándolo al laboratorio. Tampoco puede ser considerado un portal en sentido estricto. No ha vuelto a aparecer.
- El teletransportador de la Sub 4: portal más característico de la Submachine, posee tres zonas para introducir un número del 1 al 9 y un botón más para activarlo. Te lleva a la localización que se haya insertado a no ser que no exista. Ha reaparecido en casi todos los juegos posteriores: Sub 5, 32 Chambres, y se trataba del único medio de transporte en la Experiencia de Exploración de la Red Submachine hasta la aparición de los portales karma, aunque sigue siendo el principal. Su color normal es gris, aunque en 32 Chambres y en algunas zonas de la EERS aparece de color rojizo u ocre, y hay uno de color azul claro (como las formas de vida de la Submachine) en la EERS.
-El clipeador (Sub 5): se trata de una caja metálica alargada, color gris con marcas rojas de óxido, con unos cables que salen tipo telefónico y 2 ranuras en la parte superior donde se introducen los clipers, láminas metálicas con diferente forma en su extremo (si no hay lámina se cuenta como 0). La combinación de los clipers marca la ubicación del destino. Se trata de un teletrasportador menos versátil que el anterior, ya que un clipeador solo admite un máximo de 2 clipers a la vez, y además, necesitas los clipers para hacerlo funcionar. Se trata de la principal forma de desplazamiento de la Sub 5. Reaparecen en la Experiencia de Exploración de la Red Submachine, aunque no sirven para desplazarse ya que no aparece ningún clíper.
Aunque solo se han visto 2 tipos de clipers, se presupone que hay muchos más, puesto que en la EERS aparecen más ubicaciones con clipeador que combinaciones se pueden hacer con dos clipers.
-El trasportador de la Sub 6: se trata de un teletrasportador normal (el de la Sub 4) mejorado por la propia Submachine para sus propios fines, que son el transporte de cosas para el mantenimiento de sus estructuras, y que se consideró un fracaso tras entrar en contacto con seres humanos, según una nota aparecida en la Sub 6. Tiene el aspecto básico que el teletransportador normal, la principal diferencia es que éste carece de un lugar donde introducir los códigos de las ubicaciones. La única forma de activarlo es mediante un Pod Conector.
Las características de trasportador concebido por la Submachine para su propio uso se marcan en los hechos que, tras su uso, no podemos recuperar el Pod (se queda en la localización anterior); y que se trata, básicamente, de un salto a ciegas, porque en ningún momento se controla el destino.
Reaparece, de forma completamente testimonial, en la Sub 7. Todavía no ha sido visto en la EERS.
-La puertas de la Sub 7: uno de los 2 nuevos portales que aparecen en la Sub 7. Estas puertas, que brillan en azul claro cuando están activadas, y que son simples marcos cuando están apagadas, conectan dos lugares de forma predeterminada. Han aparecido dos formas de activarse: mediante una serie de objetos y por medio de un panel de control. De momento, no han reaparecido en la EERS.
-Portales karma (Sub 7): a pesar de que son nombrados desde la Sub 1, es su primera aparición dentro de la Submachine. El lugar donde se encuentra uno de estos portales aparece como un agujero redondo con los bordes del muro en torno suyo resquebrajados de forma circular. Al pasar el ratón, aparecen una especie de circunferencias concéntricas color azul claro (el último que aparece en la Sub 7, mayor que el resto, brillaba en color verde, y se supone que destruyó la zona). Se trata de portales que comunican dos sitios, como las puertas. Reaparecen en la EERS, aunque no estaban en un principio (la EERS salió antes que la Sub 7, y habría adelantado datos del juego; aunque no tardaron en incorporarse)
-En la FLF aparece un elemento que podría ser considerado precursor de las puertas de la Sub 7, ya que el mecanismo que usan es el mismo. Se trata de una proyección en la pared/cuadro (según si se está en el manicomio o en la casa) que actúa como portal.

## Episodios
La serie Submachine consta actualmente de 10 episodios que narran la trama principal del juego. En cada uno de ellos, el protagonista del juego explora una parte diferente de la Submachine. 

### Submachine 1: El Sótano (versión original o versión 1)
Título original: Submachine 1: The Basement (original version)

Esta versión es el juego original y se llamaba solamente Submachine. Se estrenó el 12 de septiembre del 2005. Aquí el objetivo es escapar de una especie de sótano, hallando las piezas de un puzle que está en la pared de una de las habitaciones. También se puede encontrar una página de un diario perdido, cuyo dueño se desconoce. Es el más corto de la saga, con 9 habitaciones. Es el primer juego que alcanza su primera plataforma, "el iPhone".

### Submachine 1.1: El Sótano (versión extendida o versión 2)
Título original: Submachine 1.1: The Basement (extended version)

Esta es la versión extendida del primer juego, también fue el primer juego en utilizar el nombre de Submachine 1: The Basement. Se estrenó el 28 de octubre del año 2005. 
Es una versión similar al primer juego de la serie, e incluso hay algunos puzles que se parecen, pero también hay habitaciones nuevas a explorar y un nuevo puzle para obtener el cuarto elemento necesario para el escape. Sin embargo, si se juega a Submachine 1: The Basement (Versión Extendida) sin haber pasado primero por la primera versión, el juego puede complicarse bastante. Ahora se puede encontrar "La Gema de la Sabiduría", que antes sólo podías hallar en Submachine Zero, y que es crucial para el resto de la aventura. Este episodio lo realizó mientras preparaba la segunda parte que quedó inacabada, ya que la imagen del faro se corresponde con ella. Resulta raro el hecho de que la imagen que aparezca sea la del faro propiamente dicho, pues cuando despiertas en esa versión te encuentras en una sala azul.

#### Submachine 1.1.0.1: El Sótano (versión extendida 3)
Título original: Submachine 1.1.0.1: The Basement (extended version 3)

Esta versión es igual que la versión extendida, pero con un menú como el de Submachine 4. Se estrenó el 1 de enero del 2008, aunque fue desarrollado desde octubre del 2007. Aquí no se puede desembocar directamente al faro. Conocida comúnmente como "la Submachine a la que no ha jugado nadie", su principal rasgo distintivo es el de poseer una sala verde oscuro inexistentes en el resto de las versiones, que es la sala dónde se encuentran los tres pistones, así como la opción de "resetear" el juego, ya que varias partes que si se realizan antes que otra, no puedes terminarlo. Mateusz acabó considerando esto (el reseteo) como un error, por lo que es el único que posee esta característica.

#### Submachine 1.1.0.2: El Sótano (versión extendida 4)
Título original: Submachine 1.1.0.2: The Basement (extended version 4)

Esta es la versión más reciente del primer juego de la serie Submachine. Fue estrenado en junio del año 2008. Es igual a la versión extendida del juego. Es ligeramente más fácil de manejar que la versión extendida y también viene con The Float Engine un programa que permite flotar a los objetos del inventario. Esta versión cuenta también con nuevos sonidos y una mejor calidad de imagen que las versiones anteriores. Al igual que las otras versiones tampoco se puede desembocar directamente al faro. Consta de un total de 25 salas.

### Submachine 1.1.1: El Sótano (versión iSubmachine)
Título original: Submachine 1.1.1: The Basement (iSubmachine version)

Versión exclusiva para iPhone y iPod Touch y muy parecida a la versión extendida, solo que con más cuartuchos que sirven para resolver un puzle para obtener una rueda que en la versión extendida se encuentra ya en el suelo. Además, aparecen algunas de las máquinas que aparecen en el sótano de la Sub 4. Fue estrenado el 2 de abril de 2009. No se encuentra disponible en la actualidad.

### Submachine 2: El Faro
Título original: Submachine 2: The Lighthouse

Es el segundo episodio de la serie de juegos Submachine. Se estrenó el 28 de junio de 2006. 
En este episodio el protagonista trata de escapar del faro (The Lighthouse). También a parte de buscar la salida, el protagonista debe encontrar unas pequeñas esferas conocidas como "secretos". También se revela que el primer episodio era una máquina arcade y que el hecho de que salgas de la Submachine es solo una ilusión, ya que cuando el protagonista sale de ella siempre descubre que lo que acaba de ver no era el mundo real, sino la pantalla de una computadora, es decir, no hay escapatoria de la Submachine conocida hasta ahora. También encuentra la otra página del diario que se halló en el primer juego, esta vez firmado por "M", y las anotaciones del antiguo habitante del faro, quien aparentemente enloqueció por la visita de un gato negro capaz de atravesar las paredes, a quien había bautizado como "Einstein".
En la Experiencia de Exploración de la Red Submachine reaparecen varias partes del juego que no se encuentran conectadas, como por ejemplo: la parte de las catacumbas está en ruinas, la máquina arcade desconectada y con la pantalla rota, el gramófono oxidado y medio roto y la parte de las escaleras se ha derrumbado. Reaparecen las cañerías, con todos los puzles de esa parte resueltos, pudiendo acceder a varios lugares menos a la salida (está cerrada); la sala azul reaparece, pero no se puede bajar ya que el transportador se encuentra justo encima de la escalera, ni subir, ya que la puerta está tapiada. Curiosamente, la baldosa que contenía el secreto sigue rota. 

#### Submachine 2 versión de bosquejo: El Faro
Título original: Submachine 2 sketch version: The Lighthouse

Se desarrolla entre el episodio 1.1 y el 2 y contiene puzles similares al del juego definitivo añadiéndole novedades como moverse en 3D (poder ver las 4 paredes de la habitación) o el sensacionalismo típico de Mateusz Skutnik, al aparecer una puerta llena de sangre. Pese a estar incompleto, ha salido a internet el 23 de octubre de 2009. Causa polémica debido a que se cambia la historia de cómo aterrizó el protagonista en la Submachine. 
Mateusz Skutnik afirmó en una página web que, aunque iba a ser la continuación de la Submachine 1, al poco de comenzarlo se dio cuenta de que la Submachine era lo suficientemente buena de por sí y que tanto como el 3D, como las marcas de sangre desentonaban completamente; por lo que abandonó el proyecto y empezó de nuevo con lo que sería la segunda Submachine, y al final decidió sacarlo como lo dejó, con una nota al "final" pidiendo disculpas, por dejar el juego claramente a medias. Con respecto a la puerta de sangre y los rumores de que sólo él sabría que había detrás, él afirmó que tampoco lo sabía: se suponía que tenía que ser un misterio toda la aventura.
En esta aventura hay elementos que reaparecen en la Sub2, como el tocadiscos, el extraño brazo que se mueve según lo haga el ratón (aunque mucho más grande), el aparato en el que se inserta la diapositiva (aunque aquí la imagen aparezca en blanco), la ecuación de Einstein, la sala de baldosas azules, y la sala del faro.
Si se juega a la segunda versión del sótano, la imagen que se ve al final si se desemboca en el faro es la del propio faro, cuando al jugar a esta versión donde se aparece es en una sala azul que da precisamente a la sala que se ve al final de la 2ª versión del sótano. Pero a la que no se puede volver.

### Submachine 3: El Bucle
Título original: Submachine 3: The Loop

Es el tercer episodio de la serie de juegos Submachine. Se estrenó el 27 de agosto de 2006. 
En este episodio el protagonista tiene que escapar de una serie de habitaciones infinitas dónde para pasar al siguiente nivel tendrá que resolver varios puzles; cuantos más puzles resuelva, más profundo estará. La única forma de escapar de la trampa es resolviendo los 11 niveles del juego, y en el último nivel el protagonista encuentra una nota de alguien llamado "Mur" que indica que para escapar de la trampa se debe colocar una hoja en un dispositivo.
Cabe destacar que en este episodio hace suponer que la Submachine vigilara todo lo que hacemos, ya que al final del juego aparece una leyenda que dice: "Has resuelto todos los puzzles..., sin embargo..., tú no quieres escapar..., Te veré en el laboratorio".
Esta es, de momento, el único episodio del juego en el que puedes morir (si se decide resolver el último nivel del juego), sin embargo, lo que parece pasar en realidad es que te encuentras en un bucle repetitivo en el que si mueres comienzas de nuevo. Eso se comprueba claramente recogiendo la hoja verde antes de activar el "final malo". Se trata del único juego, sin contar con la segunda versión del sótano, dónde hay 2 finales.
En este juego aparece por primera vez lo que será uno de los elementos característicos de la submachine, y que reaparecerán en el resto como un contador de lo que le falta de carga al juego, básicamente. Corresponde al puzle más difícil.
Se trata del primer juego que introduce tanto 2 tipos de portales como 2 portales nuevos.

### Submachine 4: El Laboratorio
Título original: Submachine 4: The Lab

Es el cuarto episodio de la serie de juegos Submachine, también es el episodio más largo. Se estrenó el 20 de abril de 2007. 
Después de escapar del Bucle (The Loop), el protagonista llega al laboratorio de donde presuntamente se originó todo. Ahora, si se logra encontrar los 21 secretos que hay en el juego se llega a una zona extra, donde podrán descubrirse algunos de los secretos de la Submachine. En esta zona se conocerán varias cosas de este aparato, como las dos tumbas, la nave, y las trampas que pueden significar que el creador de la Submachine trama algo. En el camino encuentras anotaciones de otros grupos expedicionarios de la Submachine guiados por "Mur", ahora conocido como "Murtaugh", donde especulan cuál puede ser la razón de la existencia de la estructura. Otras anotaciones hacen presumir que los últimos expedicionarios han desaparecido, o están muertos.
El Laboratorio (The Lab) no es un laboratorio de química, sino uno de estudio. 
En este capítulo aparecerá uno de los símbolos más característicos de la saga, que es el transportador en el que, insertando tres números, (correspondientes a la x, y, z), te lleva a la localización marcada (si existe), y que reaparecerá en casi todos los capítulos posteriores, a veces con modificaciones.
Casi todas las salas han reaparecido en la EERS.
El juego fue merecedor del premio "Best of Casual Gameplay" en el año 2007, y es considerado por los fanes el mejor junto a la Sub 7.

### Submachine 5: La Raíz
Título original: Submachine 5: The Root

Es el quinto episodio de la serie de juegos Submachine. Se estrenó el 30 de enero de 2008. 
En este episodio el protagonista despierta sobresaltado en el verdadero laboratorio, ya que el anterior era otra parte de la Submachine. Ahora el protagonista forma parte del grupo de Murtaugh, reclutado al terminar Submachine 4: The Lab, tal y como se indica en el mismo. Murtaugh le indica al protagonista que ahora debe recuperar las 3 Gemas de la Sabiduría, para huir en una especie de ascensor hacia la oscuridad. Para ello, deberá explorar la raíz (The Root), la cual que se considera la fuente de todos los problemas. 
En este juego aparecen por primera vez un tipo de transportador, basado en un sistema de coordenadas x e y, y que se supone que fue el primer tipo de teletransporte empleado (el precursor del transportador de 3 coordenadas aparecido por primera vez en la Sub 4). Solo hay 2 placas (corresponderían al 1 y al 2, tomando como 0 el no haber placa), aunque la consigna parece indicar que habría más tipos. No vuelve a aparecer de nuevo, salvo en la EERS, donde en algunas salas se encuentras esos dispositivos. Aunque resultan del todo inútiles, ya que, de momento, no se han encontrado placas taladradas para activarlos.
El juego ganó el premio "Best of Casual Gameplay" en el año 2008.

### Submachine 6: El Borde
Título original: Submachine 6: The Edge

Es el sexto episodio de la serie de juegos Submachine. Se estrenó el 16 de octubre del 2009, aunque fue anunciado para el 2008. 
Este episodio muestra el exterior de la Submachine y los sistemas de defensa. El protagonista se infiltra solo en los sistemas de defensa para acceder al núcleo. Para poder escapar deberá desactivar todos los sistemas de defensa, para eso usa un dispositivo llamado Connection Pod, que encuentra dentro de un cubo de metal. Además en Submachine 6 hay 5 áreas secretas (Secret Areas) donde el protagonista descubre algunos secretos sobre la Submachine y sobre Murtaugh, que hacen poner en duda cosas que antes parecían muy claras, como que realmente Murtaugh sólo esté interesado en investigar la Submachine. 
Hay una curiosa nota (en un lugar secreto, que es un teletransportador mediodestruido) que parece que se trata de una circular interna, pero de la propia submachine; ya que afirma que el nuevo prototipo de teletrasportadores se consideró un fracaso al entrar en contacto con la presencia humana y que estos los usaran para sus fines. Eso significa que el famoso teleportador usado hasta el momento es una modificación de éste.
Como nota curiosa es el primer juego donde no puedes llevarte las notas de papel: están pegadas a la pared con un celo o una chincheta, y no hay forma de quitarlas. También hay unas salas del interior de las tuberías que recuerdan a la FLF.
En la Experiencia de Exploración de la Red Submachine reaparece de forma que plantea, nuevamente, la posibilidad de los viajes temporales: el transportador destruido está activo y con la forma antigua, no la del prototipo fallido, y todas las entradas a los túneles están intactas, por lo que no se pueden usar. También reaparecen zonas del interior.
El juego fue galardonado con el premio "Best of Casual Gameplay" en el año 2009.

### Submachine 7: El Núcleo
Título original: Submachine 7: The Core

Es el séptimo episodio de la serie de juegos Submachine. Se estrenó el 16 de diciembre de 2010. Este episodio se desarrolla en el núcleo de la Submachine, es decir, el área de control. 
Después de ser teletransportado en el episodio anterior, el protagonista aterriza en un extraño templo griego con estatuas orientales y plantas fluorescentes, en el cual encuentra un portal que al atravesarlo lo lleva a otro templo, en el cual debe activar una esfera metálica que lo llevará a la salida de este lugar. En este nuevo templo, el protagonista se topa con los "portales de karma" que Murtaugh siempre le había mencionado y además encuentra varias notas de Elizabeth, la cual parece estar llevando a un nuevo plan encargado por el propio Murtaugh, pero fracasó inútilmente. 
Después de una intensa búsqueda de objetos y portales, el protagonista logra activar la esfera metálica, que lo lleva a una nueva habitación en la cual aparentemente Murtaugh trabajaba. Entonces el protagonista huye a través de un súper portal de karma que destruye la dimensión en la que estaba y lo llevará a una zona desconocida de la Subnet. 
Se trata del primer juego en el que aparecen los portales karma, aunque rápidamente se han convertido en uno de los símbolos identificatorios de la serie.
En Submachine 7 si encuentras las cinco monedas o secretos podrás ir a una zona extra dentro de un portal de karma donde podrás descubrir algunas curiosidades sobre el juego.

### Submachine 8: El Plan
Título original: Submachine 8: The Plan

Fue el octavo episodio de la serie de juegos Submachine. Se estrenó el 28 de septiembre de 2012. En este episodio el protagonista sigue los rastros de Murtaugh a través de un gran portal karma hacia una dimensión de la Subred donde las siete capas principales de la realidad se encuentran muy interconectadas entre sí. El jugador activará cada uno de los diferentes proyectores de láseres encontrados en cada una de éstas para desbloquearlas y así finalmente llegar hacia un lugar llamado El Templo a través de la quinta capa.
Este juego presenta la curiosidad de que el único teletransportador que usa lo lleva siempre encima (es un objeto del inventario), por lo que puede ser usado siempre que se quiera. Algo muy útil para, por ejemplo, sortear un muro saltando a otra dimensión, pasando a la sala de al lado y saltar de regreso, o para acceder a lugares completamente aislados.
A modo de guía, cuando se accede a éste aparato, aparece debajo suyo una línea de varias "I" y una "O". La "O" indicaría la capa en la que se encuentra el jugador: una "O" en la 3ª posición indicaría que nos encontramos en la capa 3.
Como curiosidad, este es el primer episodio desde la Submachine 4: The lab (sin contar con la EESN) en la que aparecen un número tan variado de áreas: cada capa cuenta con una ambientación distinta, ninguna con reminiscencias a lo visto anteriormente, que van desde unos depósitos viejos de agua, hasta un nuevo templo, pasando por un edificio de estilo arabesco, una armería de hace uno o dos siglos o un poblado indígena.

### Submachine 9: El Templo
Título original: Submachine 9: The Temple

Es la novena entrega de la serie y se estrenó el 14 de marzo de 2014. Según se puede ver al final de Submachine 8: El Plan, el protagonista, que logra escapar de la quinta capa, encuentra el camino hacia El Templo, lugar sagrado en la subnet donde las siete capas de la realidad se entrelazan, y con reminiscencias a la cultura hindú. También es donde se encuentran las tumbas de Murtaugh y Elizabeth. El jugador, a través de los textos grabados en pedestales de piedra, descubre que Murtaugh consiguió acceder a una octava capa, llamada la dimensión de la Luz, donde el tiempo se detuvo y donde la gente que trabajaba en el núcleo, los que le estaban buscando, no pudieron llegar. Murtaugh desapareció y en su "iluminación" encontró a Elizabeth, quién le puso a salvo.
Ahora que el jugador ha llegado al "máximo nivel de comprensión para una mente unidimensional", está preparado para hacer el tramo final y escapar de la subnet, guiado por la luz de Shiva.

### Submachine 10: La Salida
Título original: Submachine 10: The Exit

Es la décima entrega de la serie y la última. Se estrenó el 21 de diciembre de 2015.

## Episodios adicionales
En la serie Submachine hay 4 episodios adicionales; los cuales se desarrollan ajenos a la trama principal del juego. Uno de ellos no se considera un juego (Submachine Network Exploration Experience). Tienen como característica común que son juegos "sin salida": éste termina al conseguir un objetivo, como coger una gema, recuperar la memoria, aplazar un acontecimiento o simplemente no tienen final porque se trata de una exploración.

### Submachine 0: Aventura a la antigua
Título original: Submachine 0: The ancient adventure

Es el episodio intermedio entre Submachine 1 y Submachine 1.1, se estrenó el 28 de agosto de 2006. En este episodio el protagonista está en una especie de templo antiguo, en el cual debe encontrar un cristal que resulta crucial en el segundo episodio: "La Gema de la Sabiduría". Se desconoce como se termina en el sótano desde aquí. Es el primer episodio que muestra las lanzas saliendo de la pared y cortando el camino, elemento que será retomado en capítulos muy posteriores, sobre todo en la Sub 32. Se trata del primer capítulo cuyo título no hace referencia a una localización.

### Submachine FVF: Fundación de Vuelta Futura
Título original: Submachine FLF: Future Loop Foundation

Es un episodio extra de la serie de juegos Submachine. Se estrenó el 6 de junio de 2007. Este episodio fue inspirado en la banda musical Future Loop Fundation.
Estás encerrado en un manicomio y no recuerdas nada de tu pasado. Para poder escapar, debes recuperar tus recuerdos y enfrentar de una vez por todas la raíz de todos los problemas. Muchas teorías apuntan a que este episodio muestra cómo el protagonista escapa de la Submachine. Éste no es un episodio intermedio entre los episodios 4 y 5, porqué no se habla del mismo tipo de raíz. La Fundación de Vuelta Futura (Future Loop Fundation), es la causa de cómo terminó en la Submachine, y en Submachine 5: The Root se refiere a la conexión directa de diferentes lugares del Subnet.

### Experiencia en Exploración de la Red Submachine
Título original: Submachine Network Exploration Experience

Se estrenó el 8 de junio de 2010 pese a que se van introduciendo nuevas áreas progresivamente, su antiguo título era Proyecto de Exploración del Subnet (Subnet Exploration Project), y no se considera un juego propiamente dicho dado que trata sobre explorar el Subnet e ir descubriendo numerosas teorías junto con más coordenadas para continuar explorando. La última actualización la tubo en 2011. Se caracteriza también por la escasa extensión de las ubicaciones, con una media de 4 salas cada una. Mateusz Skutnik lo expuso para sus fanes reconociendo que no era un juego propiamente dicho.
No se sabe con certeza si la acción se desarrolla tras el presunto e intencionado retorno a la máquina por parte del protagonista o simplemente después de la misión de las gemas de la sabiduría, el borde, el núcleo y la vuelta al laboratorio.
Una nota (firmada por una L de Liz) en la ubicación que correspondería a la del principio de la Sub 7 indica claramente que la acción sucede la Submachine 6 y la Submachine 7.
Actualmente, se han añadido los portales karma como forma de desplazamiento entre dimensiones.
Este episodio recoge, además, las especulaciones que los fanes hacen sobre los distintos aspectos de la Submachine, aunque es imposible dar ninguno por verdadero ya que, en bastantes ocasiones, hay teorías que se contradicen. Hay varias teorías que es probable que las introdujera Mateusz ya que, o están firmadas con el correo electrónico que aparece en Submachine 4 y plantea preguntas que no responde, o están firmadas con una L (de Liz), o no llevan autor ni título, a diferencia del resto.
A pesar de lo que la gente suele pensar, aquí también hay acertijos y puzles, no para salir, sino para descubrir nuevas localizaciones; si bien es verdad que no es difícil, lo cierto es que muchas veces hay que caer en ello. El único objeto que se puede coger son las Gemas Wisdow, que funcionan como núcleos de energía, aunque se desconoce para qué pueden servir.
También funcionan algunas coordenadas de Submachines 4 y 5 y algunos números especiales conocidos por todos, como el de la bestia. Sin embargo, algunas claves no funcionan, probablemente porque añadirán las nuevas secciones ahí, ya que sufre ampliaciones a medida que se van introduciendo nuevas teorías.
Hay una habitación, conocida por los fanes como "la del coleccionista", se pueden ver objetos pertenecientes y característicos de todos los episodios, así como todas las notas que han ido apareciendo en el juego, ordenadas cronológicamente, hasta la Sub 6.
En este juego es posible ver secciones ya aparecidas en otros juegos de la trama, aunque de forma diferente: las catacumbas de la Sub 2 están semiderruidas; reaparece el bucle de la Sub 3, pero en esta ocasión no es posible pasar de nivel y solo permite moverse a derecha e izquierda; en la sala del trasportador del labo de la Sub 4 se puede ver que hay detrás de la segunda verja, como quizás más secciones del barco; muestra que la Sub 5 se encuentra al lado de la Sub Zero, y que el cielo azul de esta última era un decorado; todas las entradas a las cañerías de la Sub 6 y el transportador están en perfecto estado; una ubicación con ruinas griegas que será el punto de partida de la Sub 7; y una sala acolchada en reminiscencia a la Sub FLF.
Actualmente, todas las coordenadas aparecidas en la Sub 4 y la Sub 5 funcionan, y se ha añadido una nueva a la lista inicial. Todas las coordenadas de las que hay pista funcionan, salvo una. Además, hay 3 localizaciones "adivinables", es decir, a las cuales no apunta ninguna pista.

#### (Proyecto de exploración del Subnet)
Título original: Subnet Exploration Project

Lejos de ser únicamente el antiguo título de dicho episodio iba a tener un argumento ligeramente diferente.
Iba a tratar de formar parte de aquellos cuatro equipos destinados a explorar las redes de la Submachine.

### Submachine 32: 32 habitaciones
Título original: Submachine 32: 32 chambers

Se estrenó el 2 de agosto de 2010. Es un episodio adicional en el cual el protagonista explora las 32 habitaciones de arena que se mencionan en una nota de Submachine 4. Al final del juego el protagonista arma un calendario azteca y supuestamente logra postergar el fin del mundo del 21 de diciembre del 2012 al año 7137, lo que hace suponer que la Submachine sería la causante. En este juego, a diferencia de los anteriores, a quien se controla sería en realidad al equipo de exploración de Submachine 4 atrapado en la trampa de arena. Mateusz dijo en su página que se le ocurrió tras una conversación donde se mencionó la trampa de arena. El juego ganó el premio: "Jay is Games Casual Gameplay Design Competition 2010".

## Curiosidades y datos adicionales del juego

### Submachine FVFen la trama del juego
Este episodio aunque es adicional es parte de la trama de la serie, ya que la Submachine se ha fusionado con nuestro mundo y el jugador ha perdido todos sus recuerdos. 
Existen muchas teorías que implican que este episodio es en realidad una precuela de los eventos ocurridos y por eso el jugador logra recordar lo ocurrido en Submachine, y comienza a narrarlo dando inicio a la trama principal. Igualmente otras teorías explican que este episodio puede ser una secuela que nos dice que el jugador logró huir de Submachine, pero los conocimientos adquiridos allí son tomados como signos de locura en nuestro mundo. También la tecnología hallada en el manicomio sugiere que Submachine se ha fusionado parcialmente con nuestro mundo, o que el Dr. Murtaugh u otro humano hayan revelado tecnología de la Submachine. 
Una de las tantas teorías existentes ha apuntado a que este episodio es una secuela, pero desde el punto de vista del Dr. Murtaugh, que comienza a narrar los hechos ocurridos en la serie original o bien si es una secuela pero al futuro lejano, en el que la Submachine se ha conseguido fusionar con nuestro mundo y varios humanos que escaparon de esta han sido encerrados en manicomios, y el jugador solo debe recuperar su memoria para derrotar a la Submachine.

### Future Loop Fundation (grupo musical)
Submachine: Future Loop Fundation se basa en el grupo musical Future Loop Fundation, el cual fue fundado por Mark Barrott en 1996, con el lanzamiento de su primer álbum: "Future Loop Fundation", el cual combina elementos del Jazz con la música tecno. Pero el éxito del grupo comenzó a llegar en 1999 cuando "Future Loop Fundation" comienza a realizar giras internacionales, sobre todo en Europa. Su último disco, "The Fadded Room", logra una combinación de estilos que evoca la nostalgia de tiempos pasados. Esta sensación inspira a Mateusz Skutnik a crear este episodio extra.
Al jugar Submachine: Future Loop Fundation desde la página web del grupo musical, se otorga una contraseña al ganador que le da acceso a temas musicales extra, no incorporados en los discos de la agrupación.

### La Raíz, el Faro y el Templo (The Root, The Lighthouse and the Temple)
En Submachine 5: The Root, uno de los acertijos consiste en destruir una pared de ladrillos. Al atravesarla, se descubre que esa puerta llevaba a un corredor del faro (The Lighthouse), o sea el segundo juego, donde se dejó atrás "La Gema de la Sabiduría" para activar una escalera. Otro acertijo era un código de ruinas para acceder al templo de Submachine Zero: Ancient Aventure y recoger otra gema (diferente a la anterior). Esto indica que, al quedar atrapados en la Submachine, el jugador fue enviado directamente a la Raíz (The Root) sin saberlo (y al parecer, Murtaugh aún no lo sabía). Esto pudiera significar que el viaje a través de la Submachine involucra viajes en el tiempo. La razón de esto es que en una de las habitaciones de Submachine 5, el jugador sospecha que la raíz (The Root) se remonta a 1950, época de cuando se perdió el control y la comunicación y fue entonces abandonada. Parte de esto es retomado de forma difusa en algunas salas de la EERS.

### El barco (The Ship)
No se sabe con certeza qué pasó, pero lo que sí está claro es que fue un suceso terrible, no se sabe cuánta gente está muerta o herida. Supuestamente fue un accidente por parte del equipo de exploración del barco, con unas gomas explosivas. En realidad lo sucedido fue incierto.
En la Experiencia de Exploración de la Red Submachine, una ubicación se corresponde con camarotes, y desde una sala que (se supone), da al exterior, se puede ver la imagen de parte de un submarino/barco con la ubicación de la sala marcada en él, por lo que es posible que se trate de la misma nave que en la Sub 4, dada la tendencia que hay de mostrar ubicaciones ya vistas desde otra perspectiva. También podría tener relación la sala en la que se escucha unos pitidos que parecen una señal en código morse.

### Lenguaje de la Submachine
El lenguaje de la Submachine es en realidad una serie de códigos y figuras que significan algo en especial. El lenguaje Submachine aparece en Submachine 3: The Loop en el nivel 5 del juego, y luego aparece en Submachine 5: The Root en la locación 2,0 en tres pantallas para desbloquear una escalera. En Submachine: Future Loop Fundation aparece en una pared para desbloquear un panel que te da un rollo de película y aparece al inicio de Submachine 6: The Edge, en una alerta mientras se aleja el ascensor donde está el protagonista, aunque no se llegue a trabajar con él. En la Sub 7 aparecen unos símbolos más enrevesados, y en la EERS que se sepa todavía no ha aparecido, solo alguno de los nuevos símbolos grabados en alguna pared.
La primera vez que se muestra este lenguaje es en Submachine 2: The Lighthouse; en una placa metálica bajo una viga al lado de un hueco donde el protagonista encuentra un tenedor; no se usa en ningún momento, pero resulta curioso que el código escrito sea el mismo que el que aparece en Submachine: Future Loop Fundation.

### Einstein en la vida real
Einstein, el gato negro de Submachine 2: The Lighthouse es en realidad la mascota de Mateusz Skutnik, la cual inspiró a este en el segundo episodio de la serie. En la zona extra de Submachine 4: The Lab aparece una fotografía de Einstein y abajo de ella información que revela que precisamente Mateusz se inspiró en su mascota para el episodio. Otra fotografía de Einstein aparece en Submachine Network Exploration Experience. 
Otro dato importante es que como música de fondo en Submachine 2, Mateusz utilizó el gruñido de Einstein.

## Plataformas para el juego
Hasta el momento, solo uno de los juegos, "Submachine 1 (versión extendida)" alcanzó su primera plataforma, "el iPhone", disponible desde el 2 de abril del 2009.

## Premios
La serie de juegos ha ganado numerosos premios incluyendo cuatro del sitio "Jayisgames.com" como el premio "Best of Casual Gameplay 2007" de la categoría Point-and-click para Submachine 4: The Lab, el premio "Best of Casual Gameplay 2008" en la categoría "Aventura" para Submachine 5: The Root, el premio "Best of Casual Gameplay 2009" de la misma categoría para Submachine 6: The Edge y el premio "Jay is Games Casual Gameplay Design Competition 2010" para Submachine: 32 chambers.